# گنبدواز
گنبدواز (مشهد)، روستایی از توابع بخش مرکزی شهرستان مشهد در استان خراسان رضوی ایران است.که جمعیت آن به ۳۰۰۰نفر می‌رسد که جمعیت آن بیشتر از روستاهای اطراف مانند نوچاه،کلاکوب،لک لک،امرغان است و دارای قدمت طولانی است،ساکنان این روستا از زمان آقای قریشی که بعنوان اربابی خوشنام از او یاد می‌شود در این مکان ساکن شدند،از قدیمی های روستا میتوان به شیخ،اژدری، نسترن،فدایی،خدایی،نازی....اشاره نمود 

## جمعیت
این روستا در دهستان تبادکان قرار دارد و براساس سرشماری مرکز آمار ایران در سال ۱۳۸۵، جمعیت آن ۶۷۸ نفر (۱۶۳خانوار) بوده‌است.